# Panruti
Panruti là một thành phố và khu đô thị của quận Cuddalore thuộc bang Tamil Nadu, Ấn Độ.

## Địa lý
Panruti có vị trí 11°46′B 79°33′Đ / 11,77°B 79,55°Đ Nó có độ cao trung bình là 32 mét (104 feet).

## Nhân khẩu
Theo điều tra dân số năm 2001 của Ấn Độ, Panruti có dân số 55.400 người. Phái nam chiếm 50% tổng số dân và phái nữ chiếm 50%. Panruti có tỷ lệ 69% biết đọc biết viết, cao hơn tỷ lệ trung bình toàn quốc là 59,5%: tỷ lệ cho phái nam là 76%, và tỷ lệ cho phái nữ là 62%. Tại Panruti, 12% dân số nhỏ hơn 6 tuổi. 

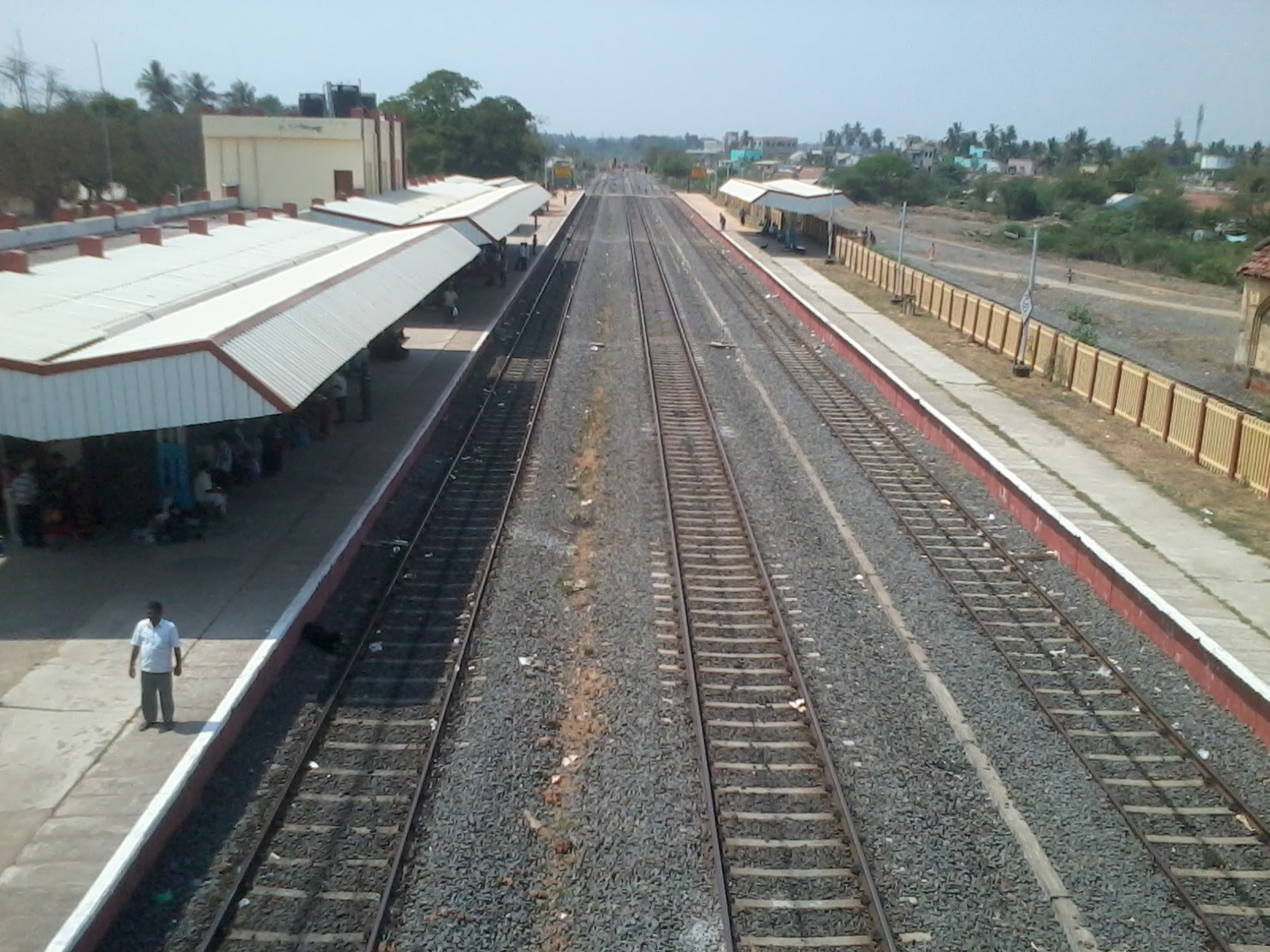
Panruti railway station's view